# Mistrovství světa v krasobruslení 1900
Mistrovství světa v krasobruslení 1900 se konalo 10. a 11. února 1900 v Davosu ve Švýcarsku. Bylo to páté MS v krasobruslení v historii.
Tohoto šampionátu se účastnili pouze dva krasobruslaři. Gustav Hügel z Rakouska zde získal svůj třetí a zároveň poslední titul mistra světa a Ulrich Salchow ze Švédska skončil druhý.

## Výsledky

### Muži
| Pořadí | Jméno          | Stát     |
| ------ | -------------- | -------- |
| 1      | Gustav Hügel   | Rakousko |
| 2      | Ulrich Salchow | Švédsko  |

### Rozhodčí
- A. L. Dinn  Velká Británie
- Ludwig Fänner  Rakousko
- Admiral Schiess  Německo
- H. Günther  Švýcarsko
- C. Steffens  Švýcarsko